# Sirtema van Grovestins

De familie Sirtema van Grovestins is een oude Friese adellijke familie waarvan verschillende leden tussen 1814 en 1835 erkend werden te behoren tot de Nederlandse adel, veelal met de titel van baron.

## Geschiedenis
De stamvader van dit geslacht, Siuwerd tho Grouwa Stens wordt vermeld in 1452. Tot begin 18e eeuw blijft de familie vooral in Friesland en vervult daar bestuurlijke functies. Daarna treden leden van de familie in statendienst, als militair, en vervullen functies in dienst van de stadhouderlijke en koninklijke familie, dit laatste tot in de 20e eeuw.

## Enkele telgen
Oene van Grovestins (omstreeks 1612-na 1675), kapitein in Statendienst, grietman
- Douwe van Grovestins (1652-1690), kolonel-commandant in Statendienst, gesneuveld in de slag bij Fleurus
  - Johannes van Grovestins (1686-1717), majoor in Statendienst, eerste edelman van de prinses van Oranje in Friesland; trouwde in 1708 met Catharina van Haren (1687-1771), dochter van Willem van Haren (1655-1728) en lid van de familie Van Haren
    - Douwe Sirtema van Grovestins (1710-1778), opperstalmeester van stadhouder Willem IV
      - Willem August Sirtema van Grovestins (1740-1813), gouverneur van Demerary (1793-1795)[1]
        - Willem August Sirtema van Grovestins (1766-1810), kamerheer van Frans I, keizer van Oostenrijk.[2][3]

      - Lodewijk Idzard (Louis Idsert) Douwe Sirtema van Grovestins (1749-1806), jurist, raad en fiscaal van Demerary (1775-1782), gedeputeerde Friese Staten voor Oostergo (1791-1792), gecommiteerde Generaliteitsrekenkamer (1792-1795). Huwde: (1) Elisabeth Sophia Hedwig de Winter, 25 februari 1775 te Demerara, Essequibo (nu: Guyana). (2) Caroline Frederike Louise Otteline (ook: Louise Frederique Ottalie), gravin van Bylandt, Breda, 21 augustus 1797. 
        - Karel August (Carolus Augustus) Sirtema van Grovestins (1780-1841), zoon 1e huwelijk van Lodewijk I.D.; huwde Adriana Martina van Heeckeren tot Brandsenburg, Breda 1805.
        - Joseph Gustave Adolphe baron Sirtema van Grovestins (1801-1846), zoon 2e huwelijk van Lodewijk I.D.; luitenant
          - Jan Elias Nicolaas baron Sirtema van Grovestins (1842-1919), luitenant-generaal en grootmeester van het huis van H.M. de koningin.
            - Idzard Louis Douwe Sirtema van Grovestins (1893-1983), luitenant-kolonel en ordonnansofficier van koningin Wilhelmina
              - Jan Gustaaf Adolf baron Sirtema van Grovestins (1925-2011), directeur generaal ABN, financieel raadsman van koningin Beatrix en prins Claus
              - Jacoba Ursula Sirtema van Grovestins (1927), oud-lid gemeenteraad van Amstelveen; trouwde 2e in 1986 met jhr. mr. Eric Willem Röell (1908-2002), particulier thesaurier van koningin Juliana
- Edzard van Grovestins (1655-1729), grietman